# Ashley Bryan
Ashley Bryan, född 13 juli 1923 i Harlem, död 4 februari 2022 i Sugar Land, Texas, var en amerikansk barnboksförfattare och illustratör. Bryan erhöll Children's Literature Legacy Award 2009 för sitt arbete.

## Biografi
Bryan växte upp i New York. Som 20-åring blev han 1943 inkallad i amerikanska armén och deltog bland annat i invasionen vid Omaha Beach på D-dagen 1944. Han behöll för sig själv såväl upplevelser av kriget som av segregation och rasism inom armén, men gjorde många teckningar vilket hjälpte honom att bevara sin mänskliga värdighet.
Först i vuxen ålder började han studera filosofi vid Columbia University. Han var teckningslärare vid City University of New York, University of the Arts i Philadelphia, Dalton School i New York, Lafayette College i Easton, Pennsylvania och Dartmouth College i Hanover, New Hampshire. Han skrev under samma period böcker och erhöll 1981 Coretta Scott King Award för sin illustration av boken Beat the Story Drum, Pum-Pum.
Flera av Bryans böcker har blivit teaterpjäser och musikaler. I en av musikalerna, Sing to the Sun (baserad på Bryans diktsamling Sing to the Sun: Poems and Pictures), var han själv berättare.
Först vid hög ålder förmådde han närma sig sina upplevelser från kriget, och kom vid 96 års ålder att ge ut Infinite Hope: A Black Artist’s Journey from World War II to Peace (2020) där han återger minnesbilder och upplevelser ledsagade av sina teckningar.
Bryan avled av hjärtsvikt den 4 februari 2022.